# Ngal’ayel Mukau
Ngal’ayel Mukau (* 3. November 2004 in Antwerpen) ist ein kongolesisch-belgischer Fußballspieler, der bei OSC Lille in der Ligue 1 spielt.

## Karriere

### Verein
Mukau spielte bis 2015 in der Jugend der KV Mechelen. Anschließend spielte er drei Jahre bei einem nicht bekannten Verein bei den Junioren. In der Saison 2018/19 stand er in der Juniorenakademie von Zulte Waregem unter Vertrag. Nach einem Jahr dort kehrte er zur KV Mechelen zurück. Im Juli 2022 unterzeichnete er seinen ersten Profivertrag bei dem Verein mit einer Laufzeit von zwei Jahren mit der Option auf ein weiteres Jahr. Nachdem er dort in der Saison 2022/23 zunächst für die Reservemannschaft in der 2de Nationale gespielt hatte, debütierte er am 8. Januar 2023 (19. Spieltag) gegen seinen Exverein Zulte Waregem in der Division 1A für die Profis. Insgesamt spielte er 2022/23 neunmal für den belgischen Erstligisten. In der Spielzeit 2023/24 entwickelte er sich zum Stammspieler im Mittelfeld und kam auf 26 Ligaeinsätze.
Im Sommer 2024 wechselte er nach Frankreich zum Erstligisten OSC Lille. Direkt am ersten Spieltag stand er bei einem 2:0-Sieg über Stade Reims in der Startelf und debütierte somit in der Ligue 1. Am 23. Oktober 2023 (3. Spieltag) spielte Mukau das erste Mal in der UEFA Champions League, als er einmal mehr gegen Atlético Madrid in der Startelf stand. Einen Monat später schoss er bei dem 2:1-Sieg über den FC Bologna in der Königsklasse mit seinem Doppelpack die ersten beiden Profitore seiner Karriere überhaupt.

### Nationalmannschaft
Im Mai 2022 spielte Mukau noch für die belgische U18-Nationalmannschaft in einer verlorenen Partie gegen Deutschland.
Im Oktober 2023 wechselte er den Verband und lief in zwei U20-Freundschaftsspielen gegen Tunesien auf.
Seine erste Nominierung für die A-Nationalmannschaft der DR Kongo folgte im November 2024. Sein Debüt feierte er am 16. November 2024 nach Einwechslung gegen Guinea in der Afrika-Cup-Qualifikation.